# San José del Arbolito
San José del Arbolito är en ort i Mexiko.   Den ligger i kommunen Villa de Arista och delstaten San Luis Potosí, i den centrala delen av landet, 400 km norr om huvudstaden Mexico City. San José del Arbolito ligger 1 605 meter över havet och antalet invånare är 577.
Terrängen runt San José del Arbolito är platt åt nordväst, men åt sydost är den kuperad. Runt San José del Arbolito är det ganska glesbefolkat, med 23 invånare per kvadratkilometer. San José del Arbolito är det största samhället i trakten. Omgivningarna runt San José del Arbolito är i huvudsak ett öppet busklandskap.